# 베오그라드 국립극장

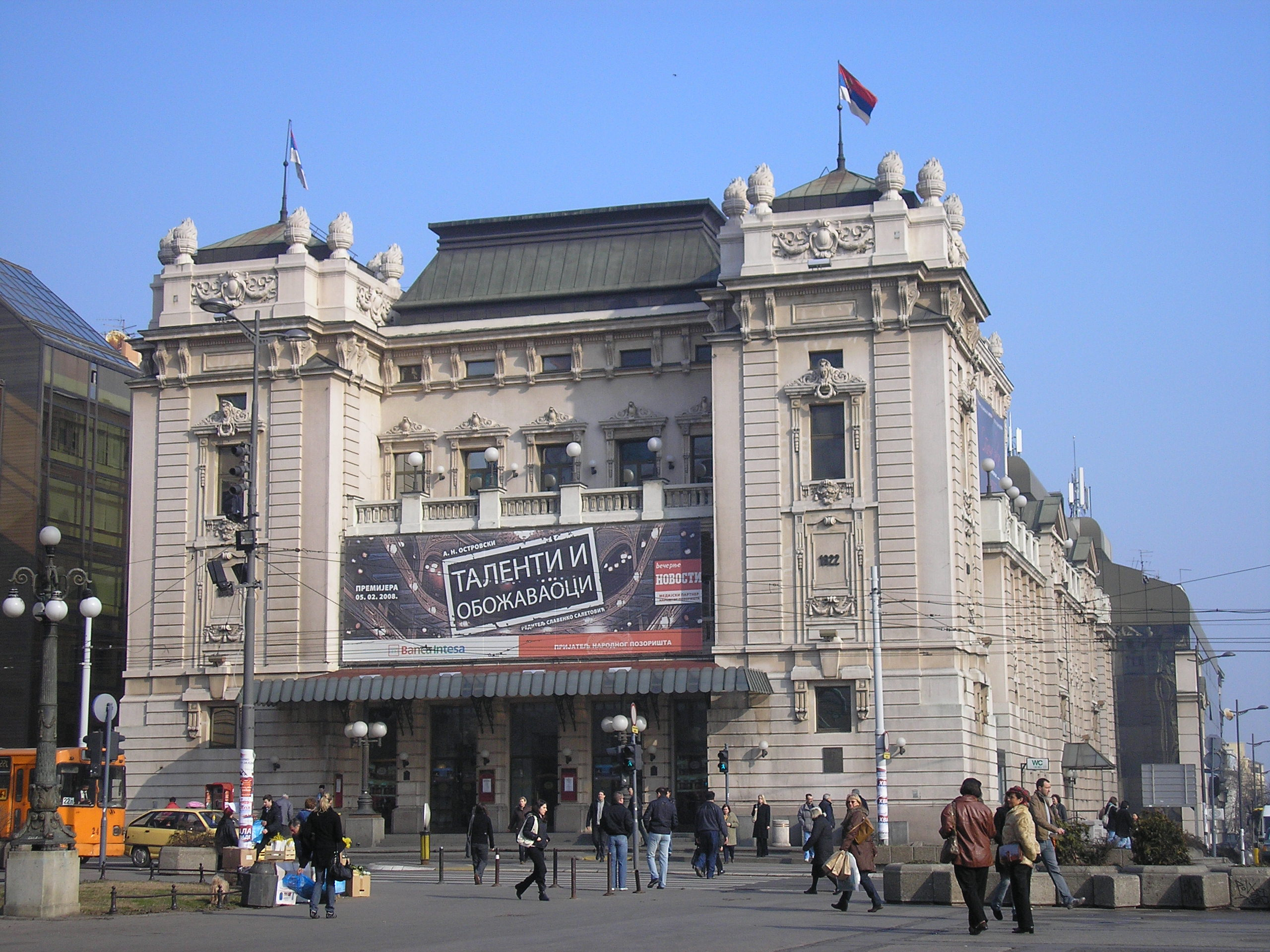
베오그라드 국립극장

베오그라드 국립극장(세르비아어: Народно позориште у Београду)은 세르비아 베오그라드에 설립된 국립극장이다. 공화국 광장에 위치하고 있다.